# Mariestads Stadshus AB
Mariestads Stadshus AB är ett svenskt förvaltningsbolag som agerar moderbolag för de verksamheter som Mariestads kommun har valt att driva i aktiebolagsform. Bolaget ägs helt av kommunen.

## Bolag
Källa: 
- Mariehus AB
- Mariestad Korstorp 2 AB
- Mariestads drift- och servicebolag AB
- Mariestads industrimark AB
- Mariestads tillväxtaktiebolag
- Vänerenergi AB (delägd med Töreboda kommun)